# جون يتزيل (كرة سلة)
جون يتزيل (بالإنجليزية: John Wetzel)‏ مواليد 22 أكتوبر 1944 في واينيسبورو، هو لاعب كرة سلة أمريكي سابق تحول إلى التدريب بعد الاعتزال. بدأ مسيرته الاحترافية في سنة 1967. تم اختياره من قبل فريق لوس أنجلوس ليكرز خلال الدرافت. يبلغ طوله 6 قدم 5 بوصة (2.0 م). اعتزل اللعب في 1976. أحرز خلال مسيرته في الإن بي إيه 1215 نقطة بمعدل 3.4 نقاط في المباراة الواحدة.

## المسيرة الاحترافية
لعب مع لوس أنجلوس ليكرز في موسم 1967–1968، ثم لعب مع فينيكس صنز من سنة 1970 إلى 1972، ثم لعب مع أتلانتا هوكس من سنة 1972 إلى 1975، ثم لعب مع فينيكس صنز في موسم 1975–1976.

## روابط خارجية
- جون يتزيل على موقع إن بي أي (الإنجليزية)
- جون يتزيل على موقع سبورتس رفرنس (الإنجليزية)
- جون يتزيل على موقع كلية كرة السلة في سبورتس رفرنس.كوم (الإنجليزية)
- جون يتزيل على موقع ريلجم (الإنجليزية)
- جون يتزيل على موقع بروبوليرز (الإنجليزية)
- جون يتزيل على موقع سبورتس رفرنس (الإنجليزية)